# Barranqueras
Barranqueras är en ort i Argentina.   Den ligger i provinsen Chaco, i den nordöstra delen av landet, 800 kilometer norr om huvudstaden Buenos Aires. Barranqueras ligger 41 meter över havet och antalet invånare är 50 823.
Terrängen runt Barranqueras är mycket platt. Runt Barranqueras är det tätbefolkat, med 659 invånare per kvadratkilometer.. Närmaste större samhälle är Resistencia, 5,0 kilometer nordväst om Barranqueras. 
Trakten runt Barranqueras består huvudsakligen av våtmarker.